# Ikea hacking
 (indiquez la date de pose grâce au paramètre date).

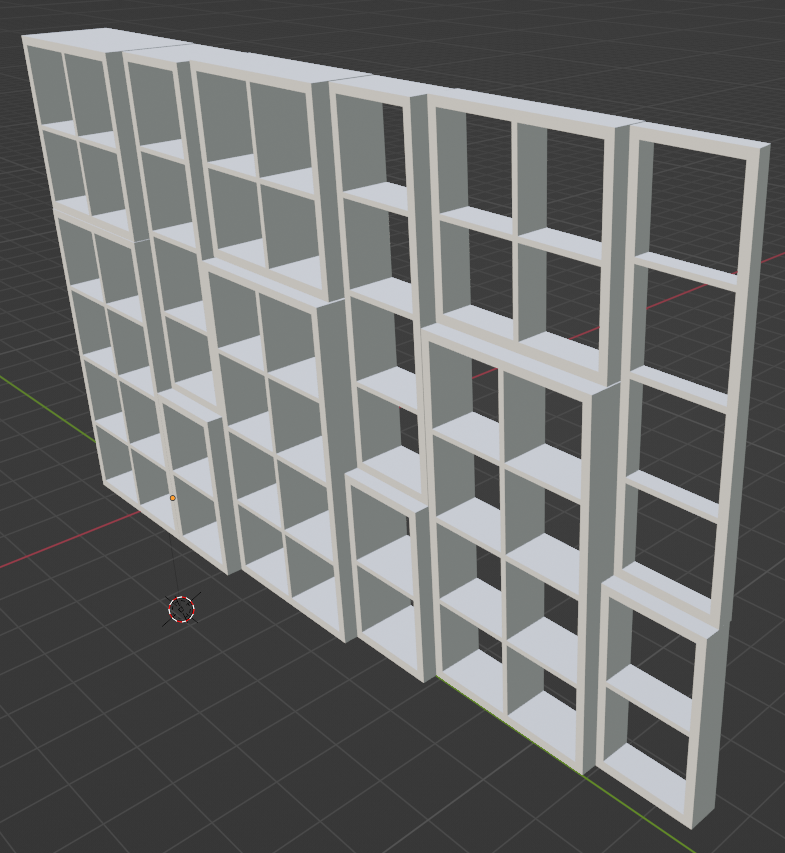
Conception d'une bidouille du système d'étagères d'Ikea Kallax

Une Bidouille Ikea ou Ikea Hack en anglais, fait référence au détournement de meubles en kit de la chaîne de meubles suédois Ikea,,,,.
Le but recherché est de donner un style unique à un meuble vendu en masse, de le détourner afin de l'améliorer ou d'en faire un autre meuble.
Ceci peut être réalisé de différentes façons. Les méthodes vont de la simple utilisation de couleurs ou de matières, à la construction complète d'un meuble en utilisant des éléments IKEA, que vous avez modifié, en les découpant par exemple. Une autre méthode consiste également à combiner ou assembler les meubles de façon inattendue ou en recombinant plusieurs séries de meubles.
Cette méthode de conception, la bidouille IKEA, ou IKEA Hack en anglais, est une mouvance DIY (Do It Yourself). Les séries de meubles IKEA sont presque identiques et disponibles dans le monde entier ce qui a permis la création d'une communauté internationale.
Plusieurs sites internet communautaires ont vu le jour, sur lesquels il est possible pour le « bidouilleur IKEA » de créer des tutoriels, qui permettent aux internautes de recréer leurs créations sur la base de ces meubles.
La tendance est apparue sur internet au milieu des années 2000 avec le site ikeahackers.net.
Ikea a également incité au détournement de ses propres meubles.
Plusieurs livres ont été édités sur le sujet.